# Saint-Rémy-Boscrocourt
Saint-Rémy-Boscrocourt is een gemeente in het Franse departement Seine-Maritime (regio Normandië) en telt 738 inwoners (2005). De plaats maakt deel uit van het arrondissement Dieppe.

## Geografie
De oppervlakte van Saint-Rémy-Boscrocourt bedraagt 8,4 km², de bevolkingsdichtheid is 87,9 inwoners per km².
De onderstaande kaart toont de ligging van Saint-Rémy-Boscrocourt met de belangrijkste infrastructuur en aangrenzende gemeenten.

## Demografie
Onderstaande figuur toont het verloop van het inwonertal (bron: INSEE-tellingen).

## Afbeeldingen

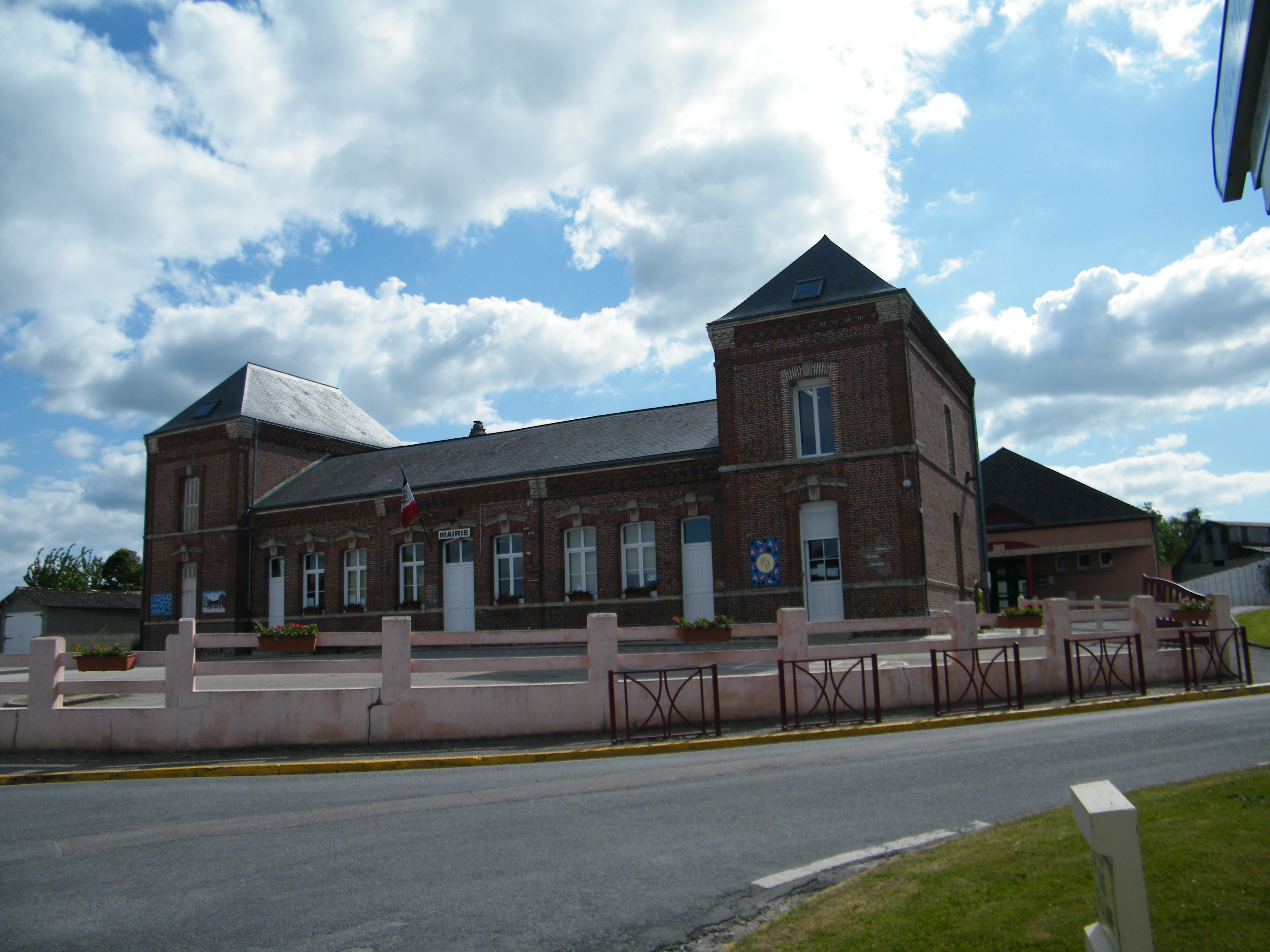
Gemeentehuis (Mairie)